# Örjan Berglund
Dan Örjan Berglund, född 24 augusti 1963 är en svensk entreprenör.
Berglund har investerat i företag som Norrskensbär, Bredband2 och Eniro. Han har också varit delaktig i utvecklingen av hemorten Jörn.

## Biografi

### Privatliv
Örjan Berglund föddes i Jörns närområde, och växte upp i Missenträsk. Han studerade teknisk linje på Baldergymnasiet i Skellefteå och gjorde värnplikten i Boden.
Han har en dotter.

### Karriär
Berglund började sin karriär som 13-åring  med att driva en korvkiosk i Missenträsk. Efter militärtjänstgöring tog han arbete som prospekteringsborrare i Björkdalsgruvan. Han blev uppsagd 1985 då metallpriserna sjönk. Under de kommande åren arbetade han som lärare, sopbilschaufför, bullförsäljare och egenföretagare i tryckeribranschen. Parallellt med detta köpte han 1987 företaget Vilt & Bär AB. Bärbranschen kraschade när Sovjetunionen föll 1991 då marknaden översvämmades av billiga ryska bär. Han återgick därför till gruvindustrin där han arbetade i 12 år, fram till 2003, då han åter satsade på bärföretagandet genom Norrskensbär AB. År 2020 omsatte Norrskensbär 49 miljoner och tog emot 700 bärplockare från Thailand.
Berglund investerade 2006 i Umeföretaget SkyCom som 2008 bytte namn till Bredband 2. När han sålde sin andel några år senare blev hans del av vinsten över 100 miljoner kronor.
Han äger företaget Jörns bullmarknad AB (omsatte 315 miljoner kronor 2020) och Vildmarkstugor i Norrland AB med en vinst på 132 miljoner 2020. Jörns bullmarknad är  moderbolag till de företag där Berglund äger mindre än 10 procent av dotterbolagen medan Vildmarksstugor i Norrland AB är moderbolag till de företag där Berglund äger mer än 10 procent av dotterbolagen. Bland företag som ingår i koncernen Vildmarksstugor i Norrland AB hittas bland annat Compodium, XPecunia och Spectrum One (tidigare Target Everyone). Spectrum One största ägare är Örjan Berglund och dess näst största ägare är Avanza Pension. År 2021 blev företaget den största delägaren i Eniro.
Berglund har sedan 2017 varit engagerad i Jörns utveckling. Under 2010-talet investerade han bland annat i Jörns badhus, vintersportanläggningen Storklinta, bowlinghall i Jörn samt fastigheter runt om i Jörn. Han har även investerat i ombyggnationen av gamla Folkets hus i Jörn för att bereda plats för Jörn Game Park (som knyter an till Campus Skellefteå) samt i Latitude 65 som distribueras i Jörn.